# Vasaloppet 1927
Vasaloppet 1927 genomfördes söndagen 13 mars 1927 som det sjätte loppet i följd. Luleå Sk Konrad Pettersson segrade på en tid av 06:19:32.

## Loppet
98 löpare var anmälda varav 88 kom till start och 69 gick i mål.
Efter önskemål av Radiotjänst så flyttades starten fram till 07:20. Det blev en tungförd tävling med 15 minusgrader vid starten och töväder vid målet i Mora. Konrad Pettersson från Luleå Sk var först i mål på tiden 6:19:32 och fick sin segerkrans av kranskullan Lea Ström.

## Resultat
| Plac | Namn              | Klubb          | Tid     |
| ---- | ----------------- | -------------- | ------- |
| 1    | Konrad Pettersson | Luleå Sk       | 6:19:32 |
| 2    | John Wikström     | Luleå Sk       | 6:23:25 |
| 3    | Sven Bäckström    | Ludvika Ffi    | 6:28:08 |
| 4    | Hjalmar Blomstedt | Vindelns If    | 6:29:31 |
| 5    | Sven Utterström   | Bodens Bk      | 6:32:10 |
| 6    | Algon Stoltz      | Bodens Bk      | 6:33:59 |
| 7    | Per-Erik Hedlund  | Malungs If     | 6:35:58 |
| 8    | O Nilsson         | Västjämtska Sf | 6:36:56 |
| 9    | Birger Nilsson    | Dala-Järna Ik  | 6:37:12 |
| 10   | Ernst Alm         | Skellefteå If  | 6:37:57 |